# Delia González Márquez
Delia González Márquez (Buenos Aires, 4 de enero de 1922 - Buenos Aires, 24 de julio de 2006), fue una escritora argentina de radioteatros y telenovelas que se destacó especialmente durante los años 1970 y 1980.
Su trabajo ha sido reconocido en dos ocasiones por los autores representados en la Sociedad General de Autores de la Argentina. En 1999, recibió una distinción en la entrega de los premios Argentores que tiene lugar cada año el Día del Autor, por su contribución a la telenovela argentina. Posteriormente le fue concedido el Gran Premio de Honor Argentores de 2001, correspondiente ese año al sector televisivo, como reconocimiento a su prolífica carrera.
Falleció el 24 de julio de 2006 a la edad de 84 años.

## Filmografía
Entre sus más logrados trabajos se pueden mencionar los siguientes:
- Arena sobre la piel. Teatro Palmolive del aire. (1963)
- Teleteatro de las estrellas. Maison Polyana. (1965)
- Muchacha italiana viene a casarse (1969/1972)
- La selva es mujer (1972-1973)
- Casada por poder (1974)
- Un mundo de veinte asientos (1978)
- Profesión, ama de casa (1979)
- Un día 32 en San Telmo (1980)
- Daniel y Cecilia (1980)
- Barracas al sur (1981)
- Esa provinciana (1983) (basada en Muchacha italiana viene a casarse)
- Amor gitano (1983)
- Tramposa (1984)
- Coraje mamá (1985)
- Venganza de mujer (1986)
- Es tuya, Juan (1991)

## Nuevas versiones de sus historias
- Muchacha italiana viene a casarse (1971) (remake de Muchacha italiana viene a casarse) - Televisa.
- Casada por poder (1974) (remake de muchacha italiana viene a casarse) - Canal 9.
- Esa provinciana (1983) (remake de Muchacha italiana viene a casarse) - Canal 9.
- Profesión, señora (1983) (remake de Profesión, ama de casa) - Televisa.
- Victoria (1987) (remake de Muchacha italiana viene a casarse) - Televisa.
- Amor gitano (1999) (remake de Amor gitano) - Televisa.
- Muchacha italiana viene a casarse (2014) (remake de Muchacha italiana viene a casarse) - Televisa.